# Kill Me Later
Kill Me Later é um filme de 2001 dirigido por Dana Lustig, é estrelado por Selma Blair, Max Beesley, Brendan Fehr e Keegan Connor Tracy.

## Sinopse
Shawn Holloway, é uma suicida. Ela está tendo um caso com o vice-presidente de um banco, que é casado, depois de descobrir que sua esposa está grávida, ela vai para o telhado para se matar. Nesse momento, ladrões de banco sequestram um carro blindado. Quando a polícia chega para acabar com o roubo,, Charlie Anders, toma como refém Shawn.
Eles fazem um acordo: ela ajuda ele a escapar, é ele promete mata-la. Como justiça poética, o vice-presidente do banco era um colaborador no roubo, mas é preso.
O filme começa no momento em que Shawn e Charlie saltam na água. Nas cenas, quando Charlie e Shawn estão se escondendo perto de seu barco, você pode ver o relógio andar para trás.

## Elenco
| Ator (a)            | Papel              |
| ------------------- | ------------------ |
| Selma Blair         | Shawn Holloway     |
| Max Beesley         | Charlie Anders     |
| Brendan Fehr        | Billy              |
| Keegan Connor Tracy | Heather            |
| O'Neal Compton      | Agente McGinley    |
| Lochlyn Munro       | Agente Reed        |
| D.W. Moffet         | Mathew Richmond    |
| Tom Heaton          | Jason Thompson     |
| David Adams         | Ara                |
| Alex Zahara         | Oficial Larry      |
| Pam Hyatt           | Lucy               |
| Stacy Fair          | Elizabeth Richmond |
| Marcel Maillard     | Lyle Holloway      |
| Keith Gordey        | Elevator Cop       |
| Dana Lustig         | Suzan Holloway     |
| Sarah Chalke        | Linda              |